# أوليكسي دانيلوف
أوليكسي دانيلوف (بالأوكرانية: Данілов Олексій Мячеславович)‏ (و. 1962  م) هو سياسي أوكراني، تولى منصب أمين «مجلس الأمن القومي والدفاع الأوكراني» منذ 3 أكتوبر 2019، وكان نائب في المجلس الأعلى الأوكراني (25 مايو 2006 إلى 23 نوفمبر 2007) ، وعمل محافظًا لمقاطعة لوهانسك أوبلاست خلال الفترة (4 فبراير 2005 إلى 8 نوفمبر 2005).